# Arellano
Arellano è un comune spagnolo di 190 abitanti situato nella comunità autonoma della Navarra.
Nel territorio si trova la villa romana di Las musas.